# 伊圖諾足球會
伊圖諾足球會（葡萄牙語：Ituano Futebol Clube），全名伊圖諾社會公民足球會有限公司（葡萄牙語：Ituano Sociedade Civil de Futebol Ltda），簡稱伊圖諾（葡萄牙語：Ituano），是一支巴西聖保羅的足球會，成立於1947年5月24日，他們用黑紅間條球衣和白褲白襪。2014年伊圖諾再度贏得巴保聯冠軍。